# Oromia (zone)
Cet article concerne la zone Oromia de la région Amhara. Pour la région de même nom, voir Oromia.
La zone Oromia est l'une des 10 zones de la région Amhara en Éthiopie. Son centre administratif est Kemise.

## Woredas
La zone est composée de 6 woredas, :
- Artuma Fursi (en),
- Bati,
- Dawa Chefa,
- Dawa Harewa (en),
- Jile Timuga (en),
- Kemise.

Les woredas Dawa Chefa, Dawa Harewa et Kemise sont issus de la séparation en 2007 de l'ancien woreda « Chefe Golana Dewerahmedo ».
Les woredas Artuma Fursi et Jile Timuga sont issus de la séparation en 2007 de l'ancien woreda « Artuma Fursina Jile ».

## Géographie

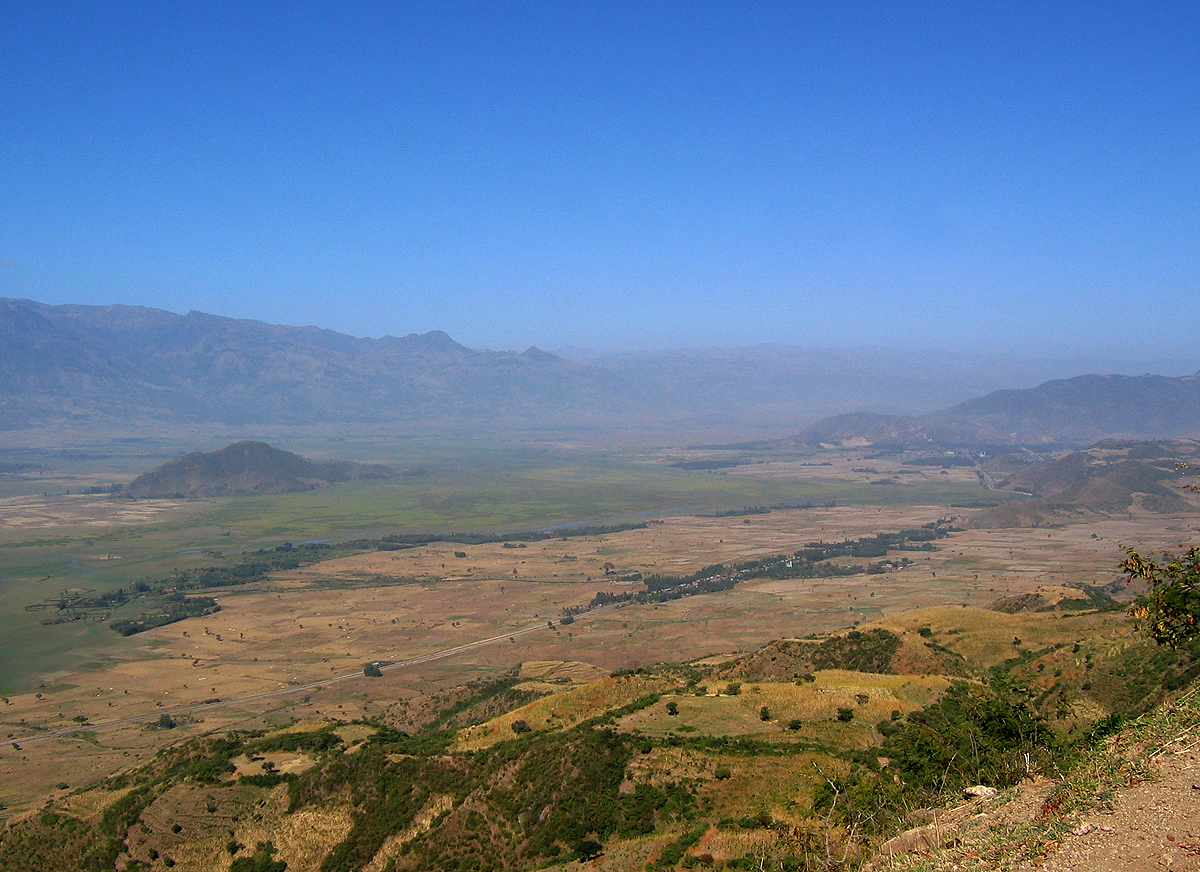
Vue de la vallée de Chafa dans la zone Oromia

## Démographie
D'après le recensement national de 2007 réalisé par l'Agence centrale de la statistique (Éthiopie), la zone compte 457 278 habitants et 11,3 % de la population est urbaine. La majorité des habitants de la zone (97 %) sont musulmans tandis que 2,4 % sont orthodoxes.
Avec une superficie de 3 470,04 km2[réf. souhaitée], la zone a en 2007 une densité de population de 132 personnes par km2.
Elle comprend 6 localités urbaines, une dans chaque woreda, les deux plus grandes villes étant Kemise et Bati avec 19 420 et 16 710 habitants respectivement en 2007. Kemise est un woreda à part (le plus petit de la zone) tandis que la ville de Bati est comptée dans la population du woreda de même nom. Dawa Chefa est néanmoins le woreda le plus peuplé de la zone :
| Woreda       | Population 2007 | Estimation 2020 | Localité    |
| ------------ | --------------- | --------------- | ----------- |
| Dawa Chefa   | 133 388         | 156 542         | Welede      |
| Bati         | 107 387         | 119 798         | Bati        |
| Artuma Fursi | 82 842          | 96 638          | Chefa Robit |
| Jile Timuga  | 72 882          | 86 517          | Senbete     |
| Dawa Harewa  | 41 359          | 48 296          | Bora        |
| Kemise       | 19 420          | 18 957          | Kemise      |

En 2020, la population de la zone est estimée, par projection des taux de 2007, à 526 748 personnes.